# Famille Ioussoupov
Pour les articles homonymes, voir Ioussoupov.
La famille Ioussoupov (translittération récente) ou Youssoupoff (orthographe traditionnelle en français) ou encore Youssoupov (orthographe moderne), en russe : Юсупов, est une famille princière de la noblesse russe.

## Histoire

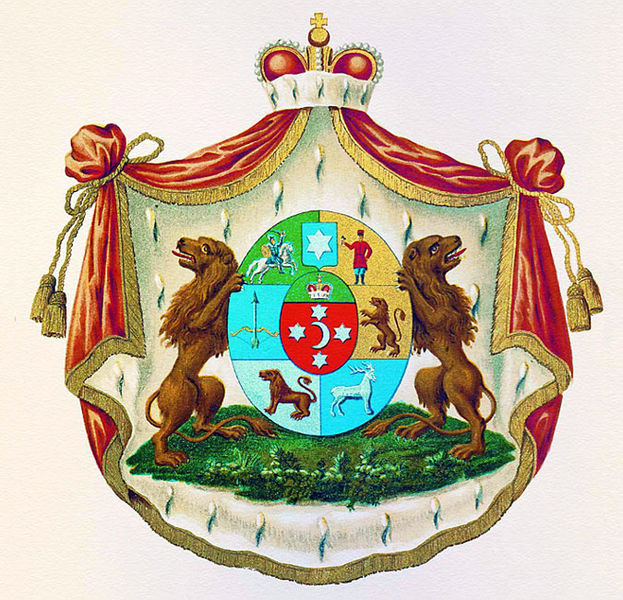
Armoiries de la famille Ioussoupov

### Origines
Les princes Ioussoupov sont issus des khans de la Horde Nogaï.
Au XIVe siècle, Edigu (ou Iedigueï) un guerrier mongol de la maison aristocratique des Manghud et proche de Tamerlan, s'installe sur la côte Nord de la mer Noire, fondant la Horde Nogaï et posant les fondations du khanat de Crimée. Dès la mort d'Edigu en 1419, ses héritiers se déchirent.
Moussa-Mourza, arrière-petit-fils aîné d'Edigu, avait eu huit fils, parmi lesquels le troisième sera à l'origine des princes Koutoumov, le cinquième, Yousouf-Mourza initiera la lignée Ioussoupov, le septième sera l'ancêtre des princes Cheïdiakov, et le huitième celui des princes Ouroussov.
Yousouf-Mourza devient khan de la Horde Nogaï et se rapproche du tsar Ivan le Terrible, mais l'alliance ne dure qu'un temps. Lorsque sa fille, Söyembikä, devient régente de Kazan, le tsar lance des raids sur son territoire, et la fait prisonnière, à Moscou.
À la fin du XVIIe siècle, Abdul-Mourza, descendant de Yousouf-Mourza, se convertit au christianisme orthodoxe sous le nom de Dmitri Sergueïevitch. Il se met au service de la Russie et le tsar Fédor III le fait prince Ioussoupov (par transcription du nom de son ancêtre Yousouf). La famille s’illustrera alors comme l’une des plus grandes familles de l'aristocratie russe.

### Fortune

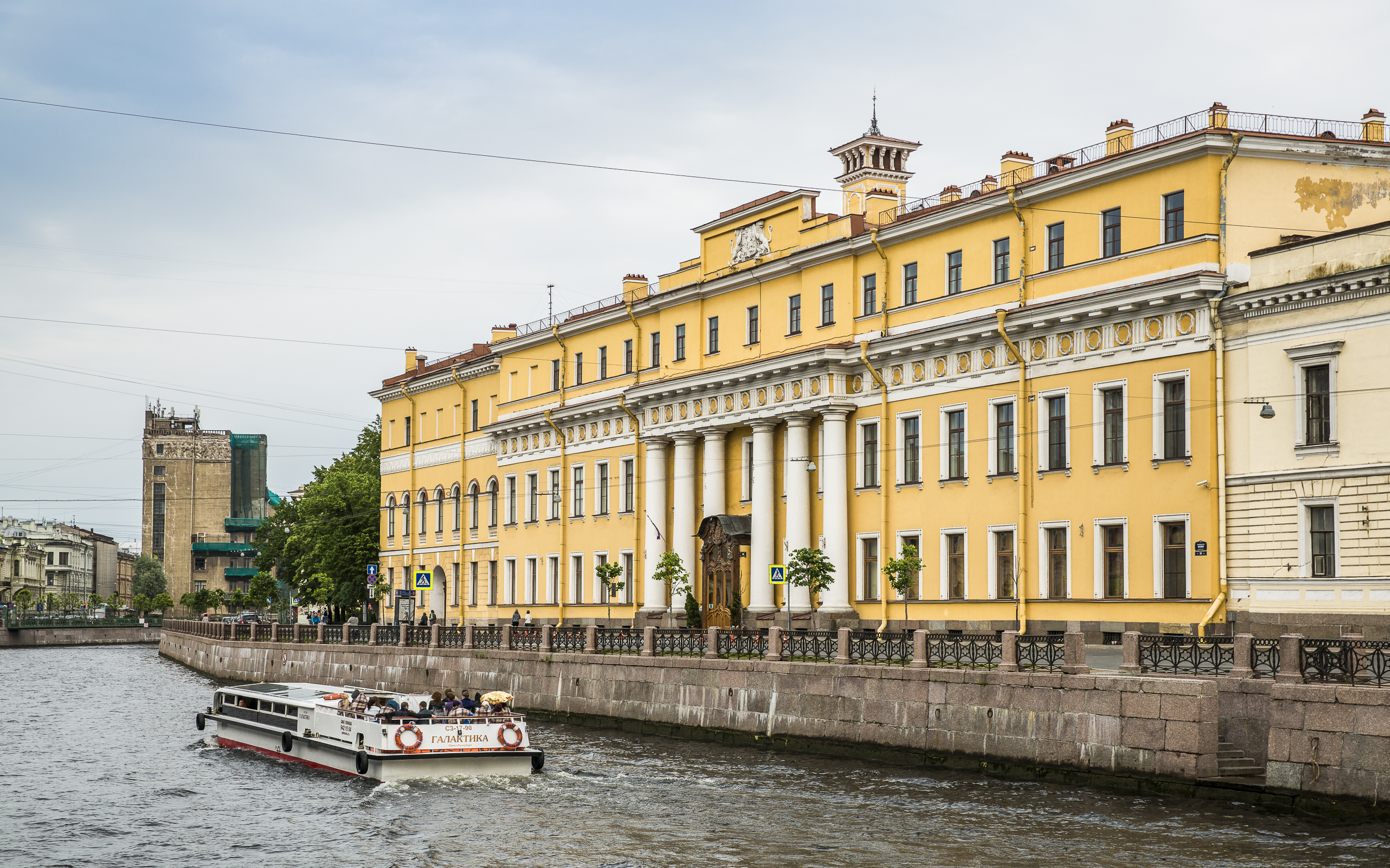
Le palais Ioussoupov, sur la Moïka, à Saint-Pétersbourg

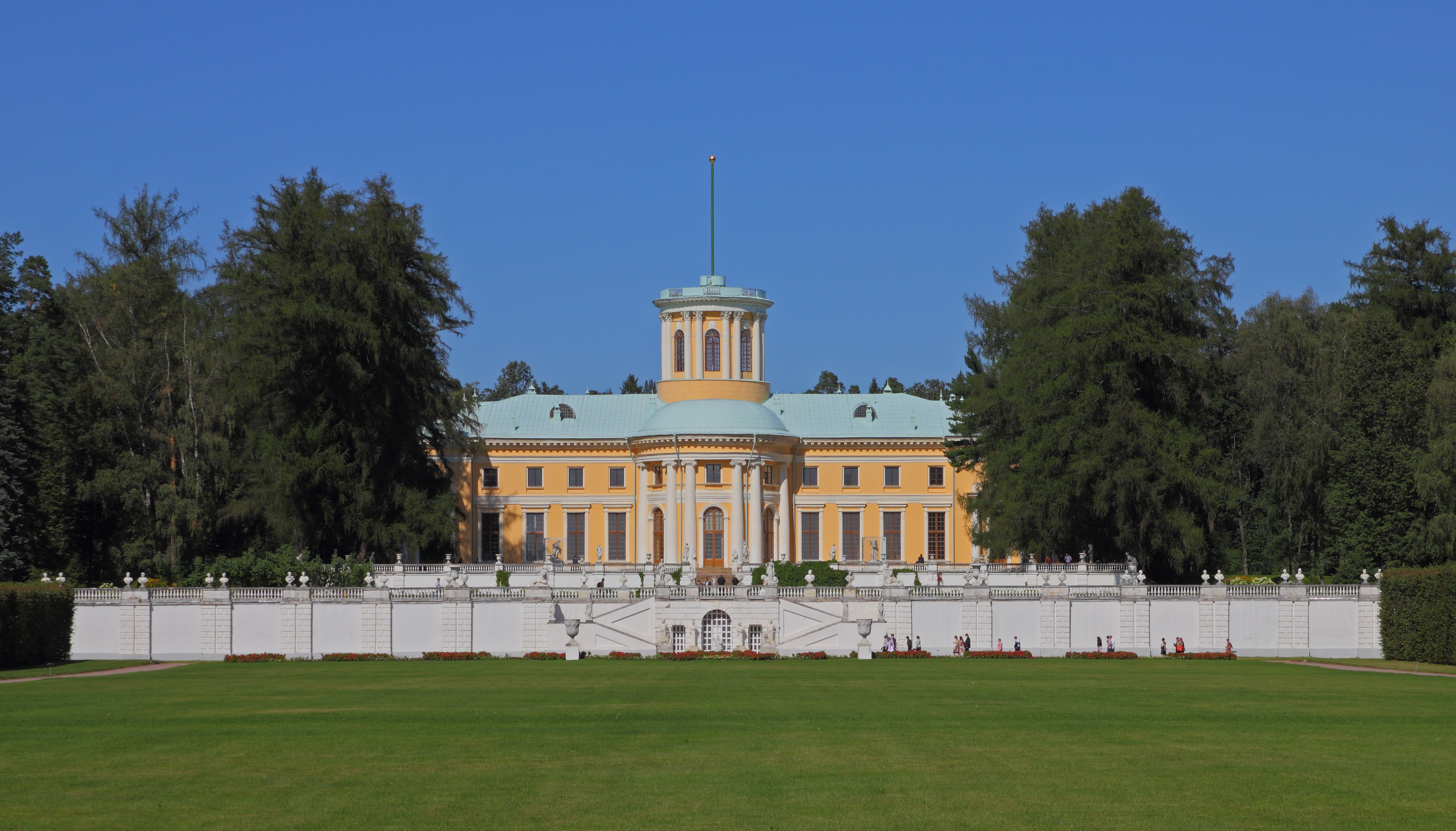
Le palais d'Arkhangelskoïe, près de Moscou

La fortune de cette famille, réputée « plus riche que le tsar » provenait des terres des Khans Nogaï, et consistait, à la veille de la révolution russe, en plusieurs millions d’hectares de terres : ils possédaient des domaines totalisant plus de 2 000 km2, avec des usines sucrières, des moulins, des briquèteries, des mines de charbon, des distilleries, des usines textiles, etc., ainsi que des participations dans plus de 3 000 sociétés, des quartiers entiers de Moscou et de Saint-Pétersbourg et une fantastique collection d’art et de bijoux accumulée par leurs ancêtres, en particulier le prince Nicolas Borissovitch Ioussoupov (1751-1831) et le prince Nicolas Borissovitch Ioussoupov (1827-1891).
La famille résidait le plus souvent dans son palais pétersbourgeois, au 94, quai de la Moïka, tandis que la princesse Zénaïde, née Narychkine (1810-1893) fit construire après son veuvage l'hôtel particulier Youssoupov sur la perspective Liteïny. La famille disposait également de son domaine moscovite d’Arkhangelskoïe, de la villa Youssoupoff de Miskhor à Koreïz, en Crimée, ainsi que de l’immense domaine de Rakinoïé. En tout la famille possédait plus de seize palais et châteaux à travers toute la Russie, ainsi que plusieurs domaines à l’étranger (notamment le château de Kériolet en France).
L’intégralité des biens des Ioussoupov furent confisqués après de la révolution bolchevique. Néanmoins le prince Félix put sauver plusieurs œuvres d’art de leur collection, dont certains Rembrandt, par la vente desquels il parvint à conserver un train de vie convenable (bien qu’incomparablement réduit) pendant son exil.

## Personnalités notables
- Edigu Mangit (ou Edigov - Edege Mangit) : (1352-1419), ancêtre de la lignée Ioussoupov[3].
- Söyembikä : (1516-1554)
- Grigori Dmitrievitch Ioussoupov : (1676-1730)
- Boris Grigorievitch Ioussoupov : (1695-1759)
- Nikolaï Borissovitch Ioussoupov : (1750-1831)
- Zinaïda Nikolaïevna Ioussoupova : (1861-1939)
- Félix Felixovitch Ioussoupov : (1887-1967)
- Irina Felixovna Ioussoupova : (1915-1983)
- Xénia Nikolaïevna Sfiris : (1942-)

## Portraits

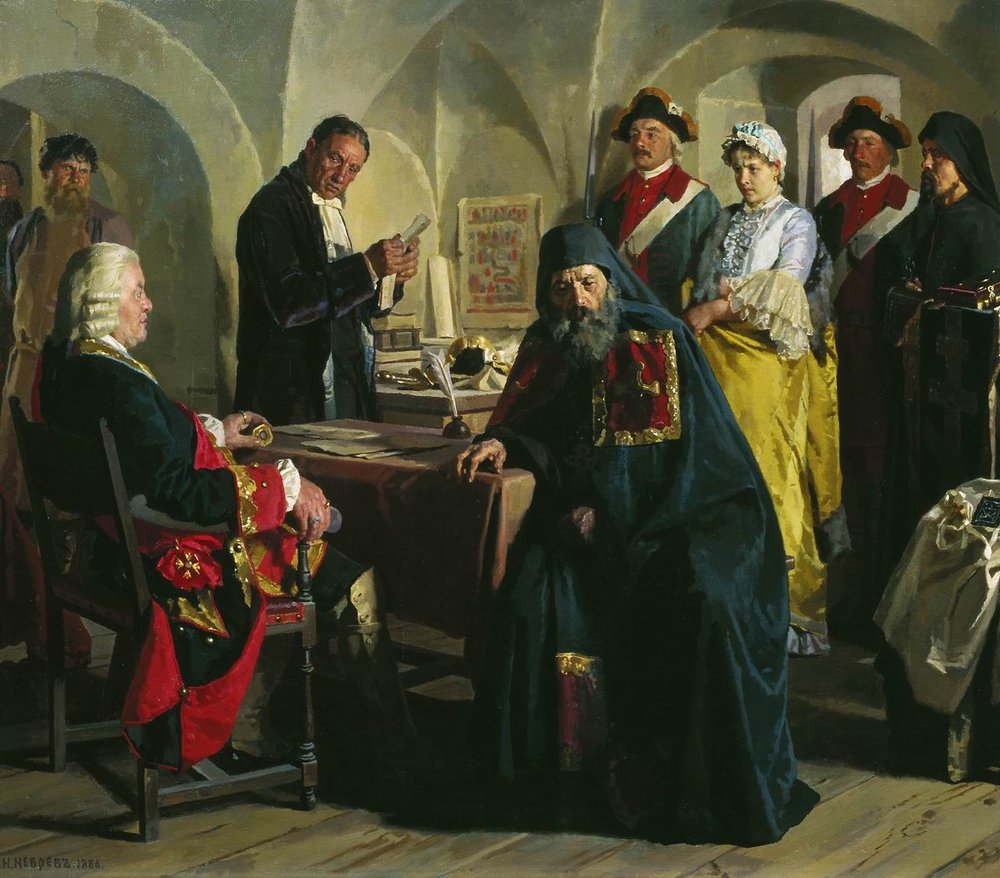
La princesse Praskovia Grigorievna Ioussoupova lors de son dernier jugement.
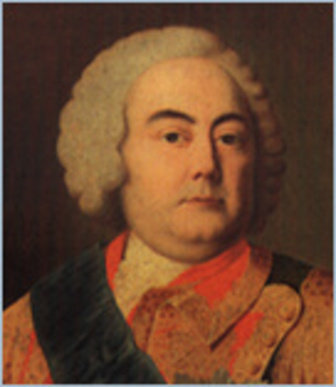
Le prince Boris Grigorievitch Ioussoupov (1695-1759).
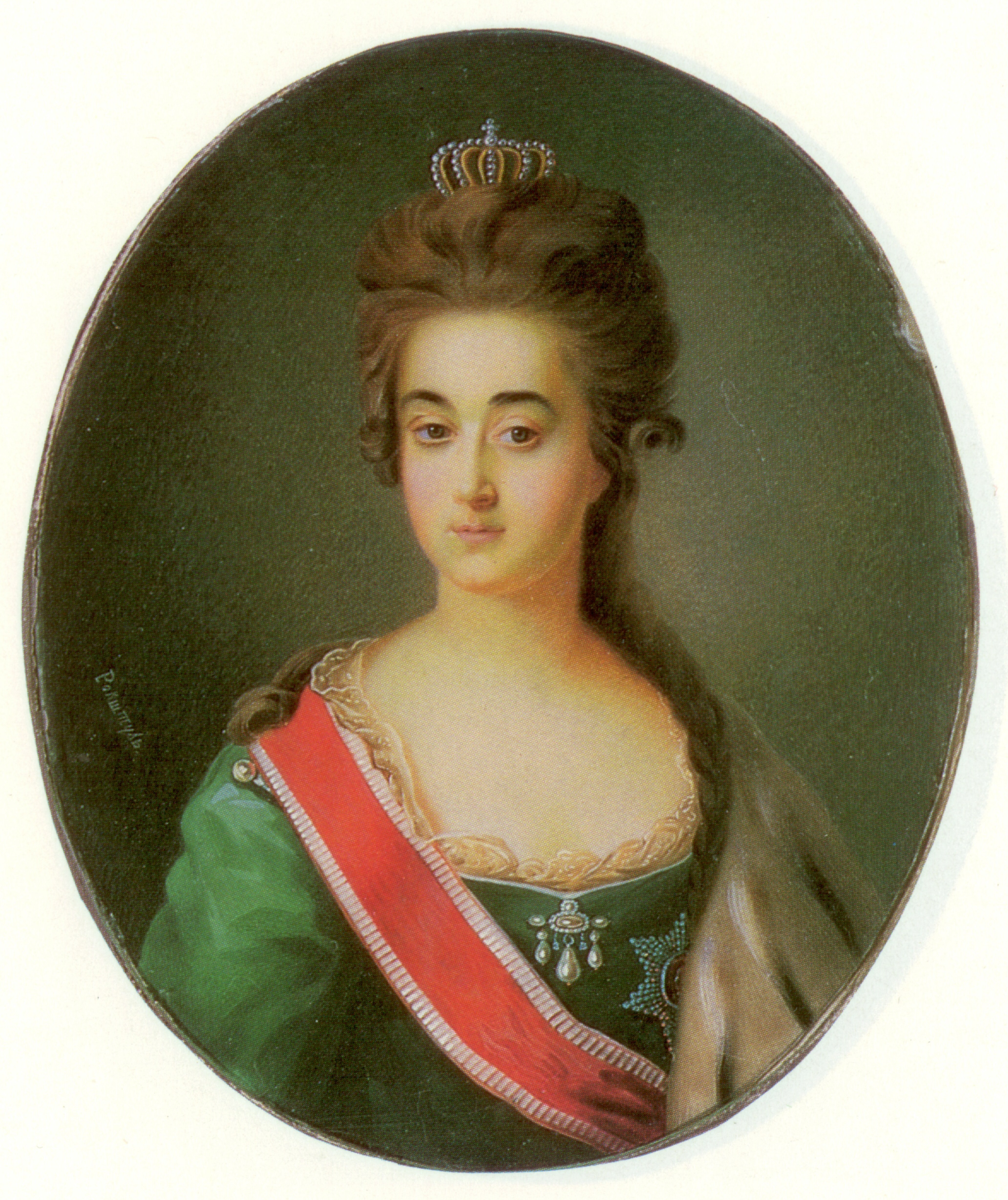
La princesse Ievdokia Borissovna Ioussoupova, duchesse de Courlande (1743-1780). Œuvre du peintre G.I. Novikov.
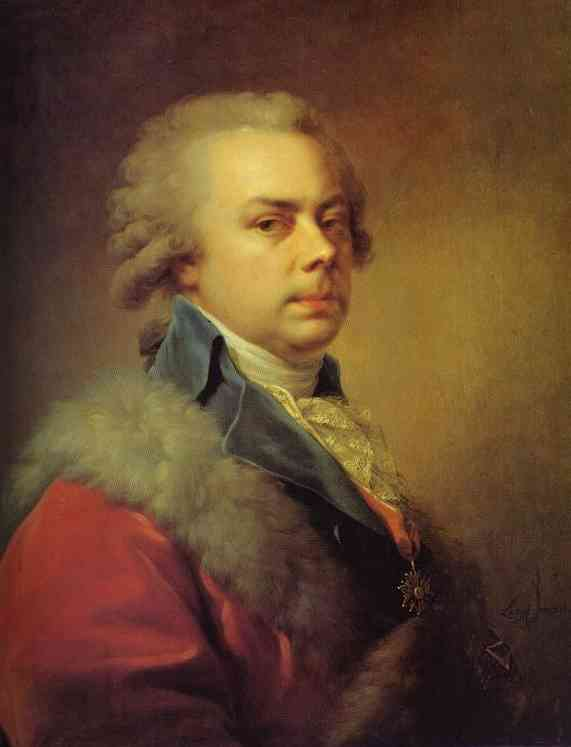
Le prince Nikolaï Borissovitch Ioussoupov. Œuvre du peintre Jean-Baptiste Lampi, palais d'Arkhangelskoïe.
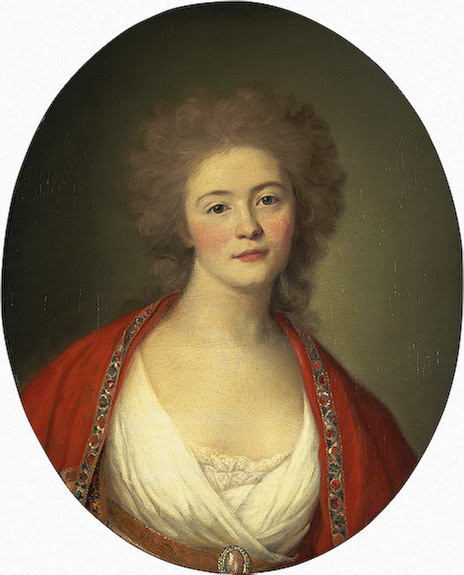
La princesse Tatiana Vassilievna Ioussoupova (née von Engelhart), épouse du précédent. Œuvre du peintre Jean-Louis Voille, XVIIIe siècle, Musée de l'Ermitage.
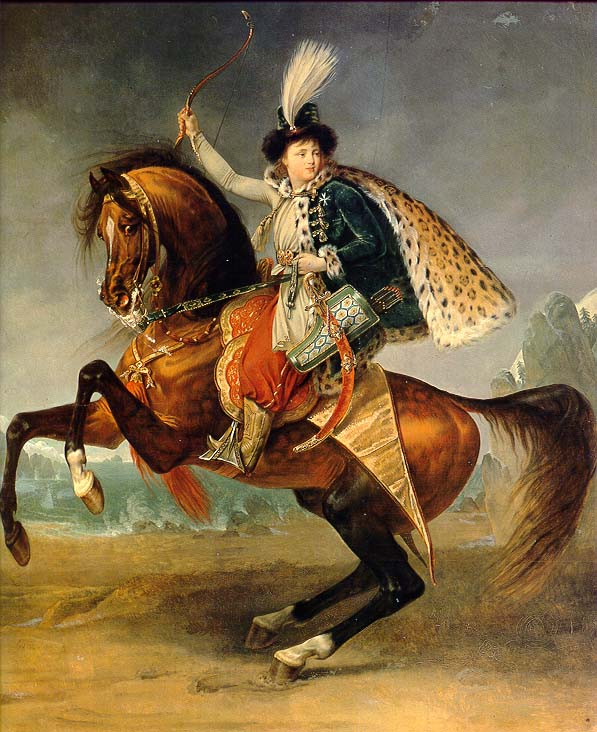
Le prince Boris Nikolaïevitch Ioussoupov, fils des précédents. Œuvre du peintre Antoine-Jean Gros.
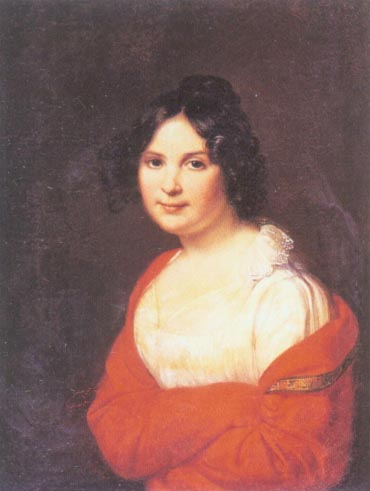
La princesse Praskovia Pavlovna Ioussoupova (née Chtcherbatova), première épouse du précédent, 1812.
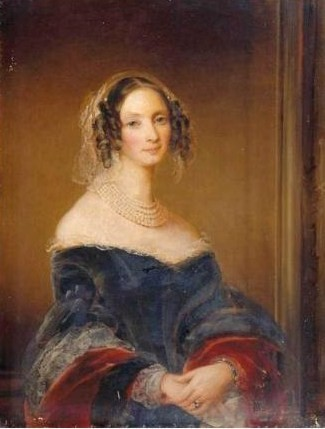
La princesse Zénaïde Youssoupov (née Narychkine), seconde épouse du prince Boris Nikolaïevitch Ioussoupov, remariée par la suite au comte de Chauveau. Œuvre de la peintre Christina Robertson (vers 1840-1841).
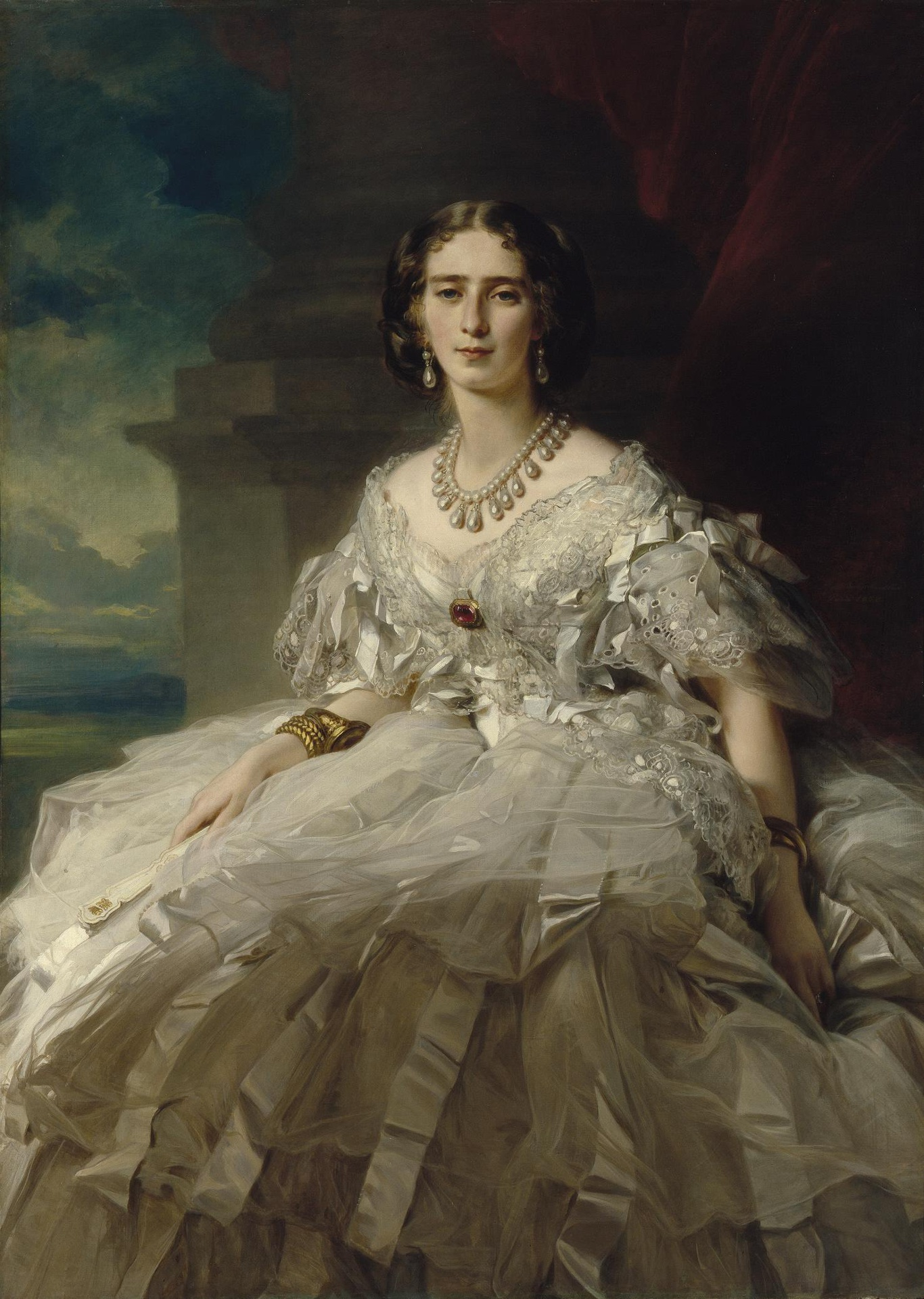
La princesse Tatiana Alexandrovna Ioussoupova (née de Ribeaupierre). Œuvre du peintre Franz Xaver Winterhalter.
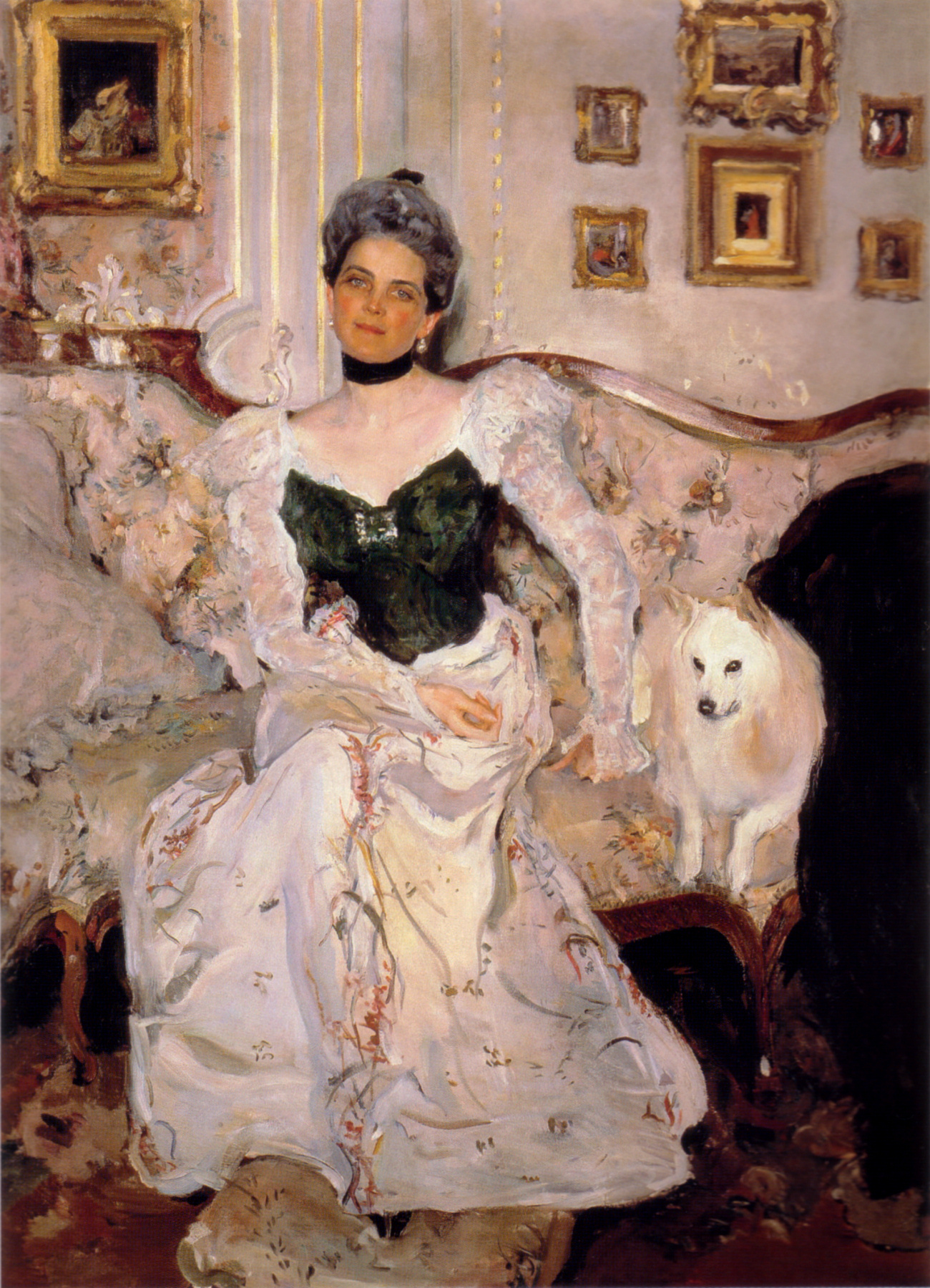
La princesse Zinaïda Nikolaïevna Ioussoupova en 1900, par Valentin Serov.
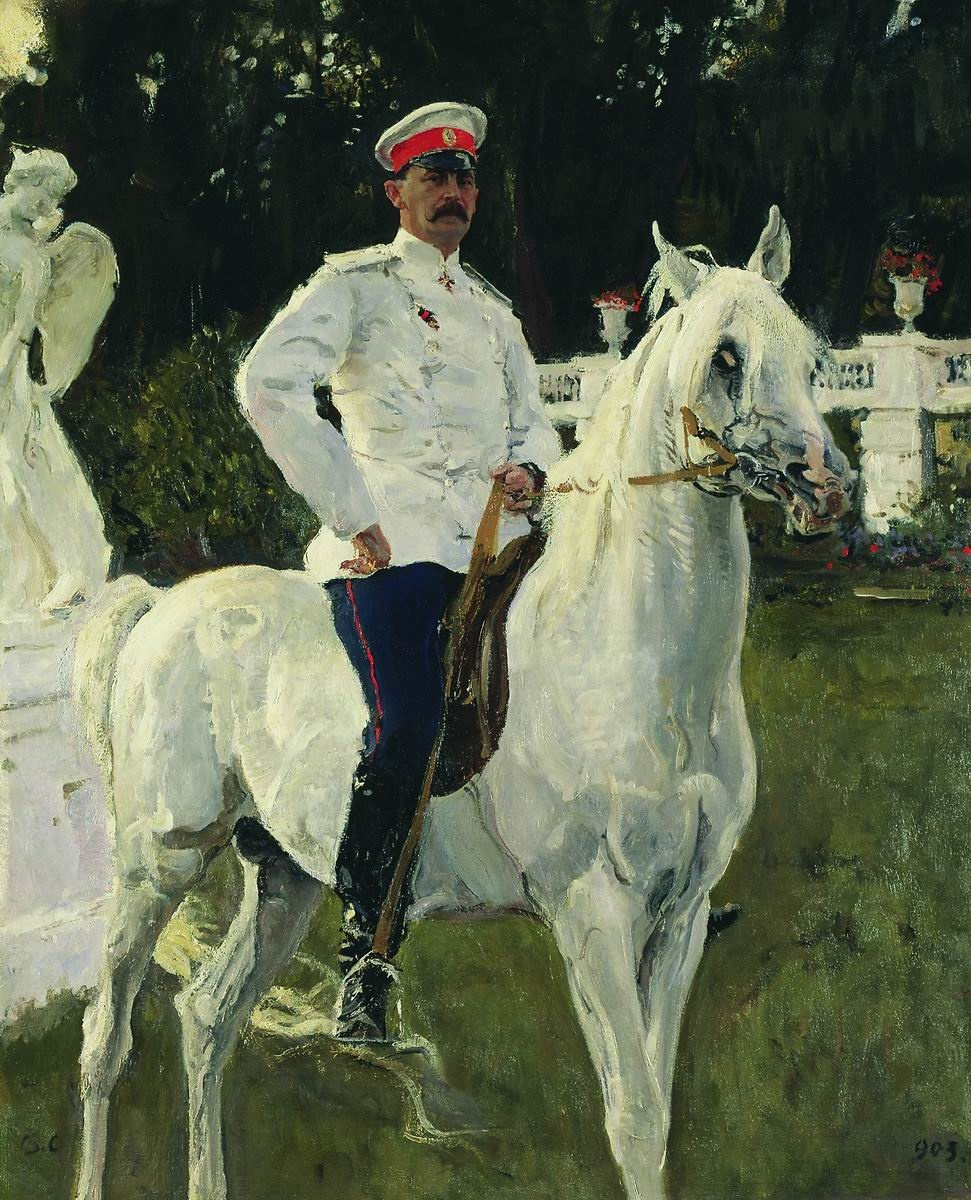
Felix Felixovitch, comte Soumarokov-Elston, prince Ioussoupov, époux de la précédente, en 1903. Huile sur toile, Musée russe de Saint-Pétersbourg.
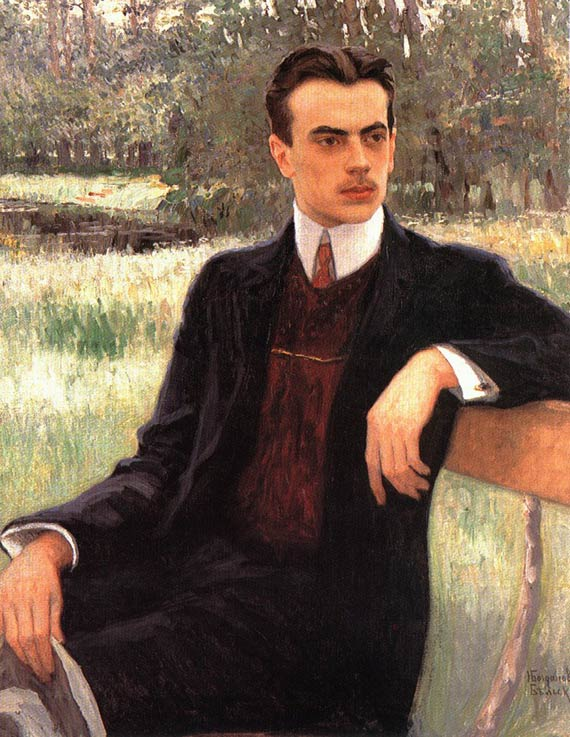
Le prince Nikolaï Felixovitch Ioussoupov, fils aîné des précédents, tué au cours d'un duel en 1908. Huile sur toile, œuvre du peintre Nikolaï Petrovitch Bogdanov-Belsky, Musée Pouchkine, Moscou.
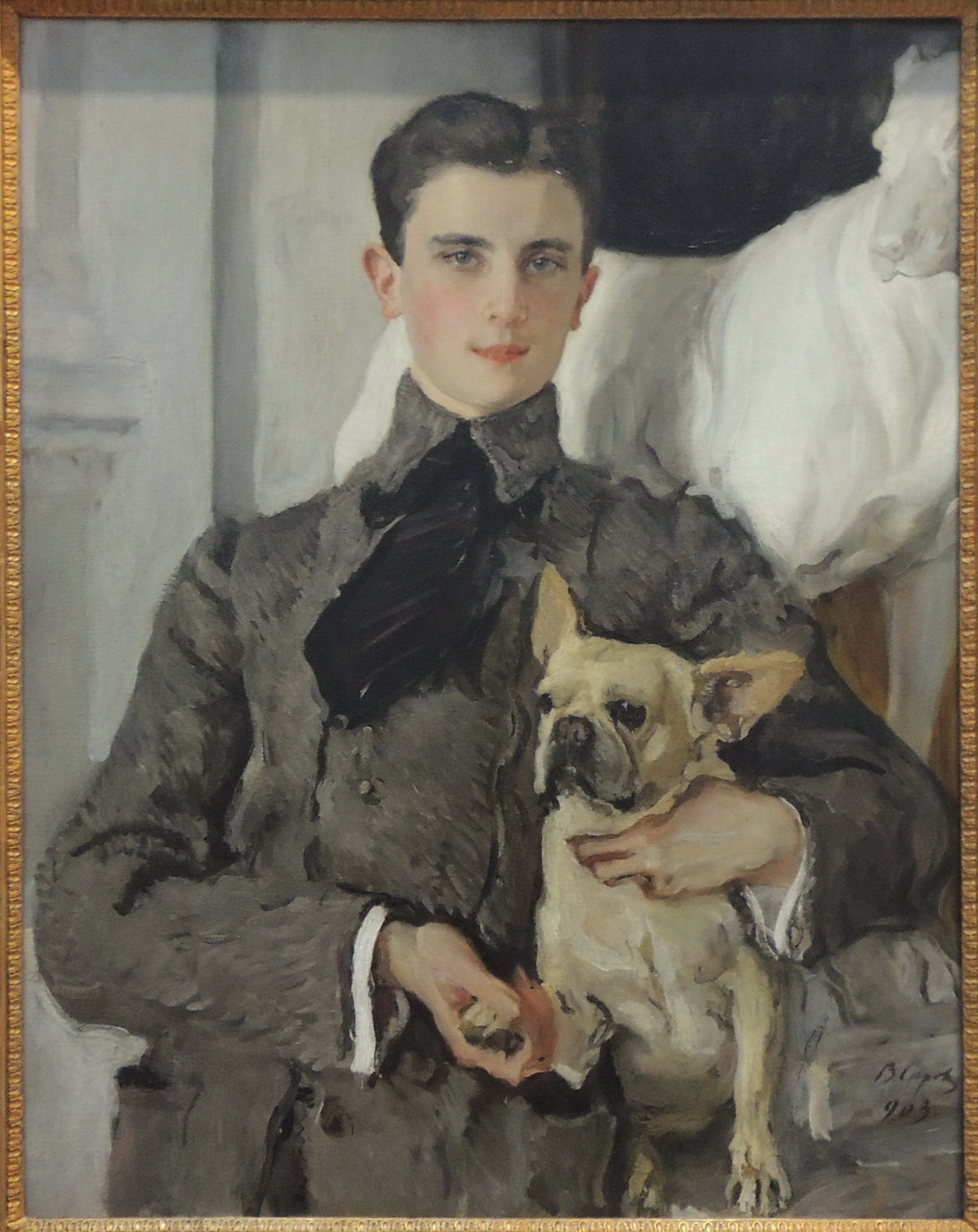
Le prince Félix Felixovitch Ioussoupov, frère du précédent, connu pour son implication dans l'assassinat de Raspoutine. Huile sur toile, par Valentin Serov.